# Marine on St. Croix, Minnesota
Marine on St. Croix là một thành phố thuộc quận Washington, tiểu bang Minnesota, Hoa Kỳ. Năm 2010, dân số của thành phố này là 689 người.

## Dân số
- Dân số năm 2000: 602 người.
- Dân số năm 2010: 689 người.